# Formación Morrison

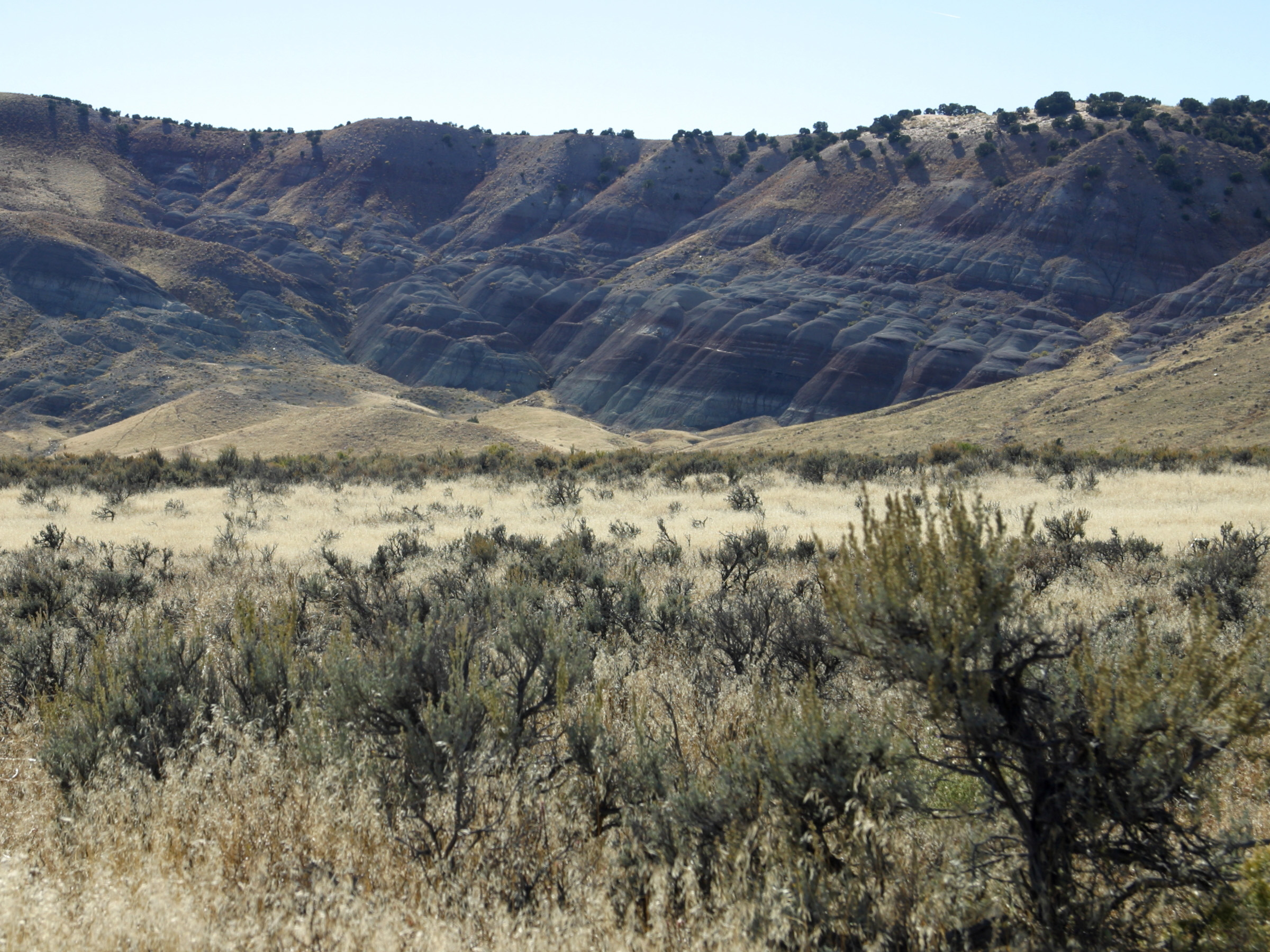
Vista de la formación Morrison.

La formación Morrison es una formación geológica que ha proporcionado importantes yacimientos fosilíferos del Jurásico superior. El nombre se refiere a Morrison, Colorado, donde Arthur Lakes descubrió los primeros fósiles en 1877. Es una distintiva secuencia de roca sedimentaria de finales del Jurásico que se encuentra al oeste de Estados Unidos y Canadá, la cual ha sido el mejor yacimiento de fósiles de dinosaurios en Norteamérica.

## Distribución
Esta formación cubre 1,5 millones de kilómetros cuadrados al oeste de Estados Unidos. Se extiende desde Nuevo México, al sur, hasta Canadá y desde Idaho, al oeste, hasta Nebraska.

## Paleontología

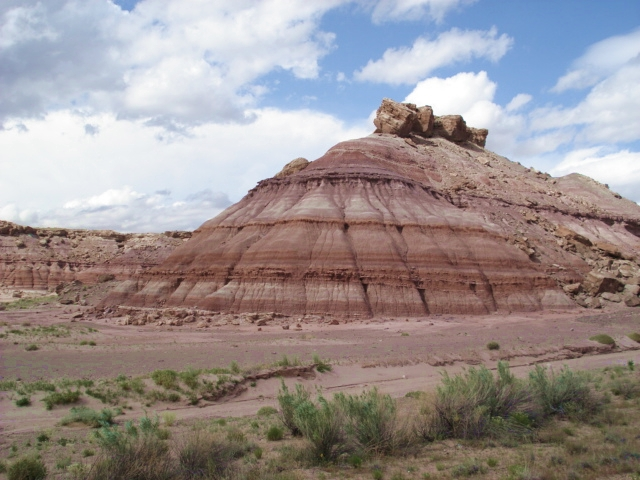
Localidad de Brushy Basin dentro de la Formación Morrison.

Los primeros huesos de la formación se encontraron en 1877 y desde entonces se han extraído toneladas de material.
Se han encontrado Diplodocus, Apatosaurus, Brachiosaurus, Stegosaurus y Allosaurus, junto con numerosos cocodrilos, mamíferos, lagartos, peces y otros.
Esto nos ha ofrecido una visión muy detallada sobre el Jurásico superior. Tan rico es el yacimiento que los dos primeros palentólogos que lo estudiaron, Edward Cope y Charles Marsh, competían por ver quién extraía más fósiles. Más tarde, el Museo Americano de Historia Natural y el Museo Carnegie se abastecieron en los yacimientos de la formación Morrison para sus colecciones. A comienzos del siglo XX los museos americanos eran los que tenían las mejores exposiciones de dinosaurios en el mundo.

## Datación
Morrison en sí misma data del Jurásico superior, entre 155 y 148 millones de años, y representa las llanuras bajas producidas por la retirada de una antigua vía fluvial llamada Mar de Sundance.

## Ambientes sedimentarios
En su extremo septentrional, en lo que hoy es Montana, el clima debe de haber sido húmedo y pantanoso porque hay depósitos de carbón. Hacia el actual Colorado había llanuras inundadas con enormes ríos llenos de meandros y lagos estacionales. Fue aquí donde se hicieron los descubrimientos más ricos porque las periódicas estaciones húmedas deben de haber inundado zonas bajas, arrastrando huesos de animales en gran cantidad.
Esto está perfectamente ilustrado en el Monumento Nacional Dinosaurio, donde quedan 1500 huesos en sustrato, formando una formidable pared gigantesca de huesos que pueden ver los visitantes.
Al oeste, en Utah y Arizona, el terreno era más alto, cubierto de bosques de secuoyas.
Bajando hacia el sur de Arizona, la formación Morrison quedó mucho más seca, dando la impresión de que sus límites más sureños eran un desierto.